# Morarano Chrome
Pour les articles homonymes, voir Morarano.
Morarano Chrome est une commune rurale malgache située dans la partie centre-ouest de la région d'Alaotra-Mangoro. Elle appartient au district d'Amparafaravola.